# Джени Далман
Джени Мария Далман-Райконен (на фински: Jenni María Dahlman, собствено име на фински Йени) e модел от Финландия, мис „Скандинавия 2000“.

## Биография
Родена на 27 октомври 1981 г. в Еспоо, Финландия. Прекарва детството си в Рикио, близо до Турку. Започва изявите си като модел на 14 години, избрана е за първата подгласничка на Мис Финландия 2000.
Омъжена е за Кими Райконен – световен шампион от „Формула 1“ за 2007 г., като сватбеното тържество се състои на 31 юли 2004 г. Двойката живее в Цюрих, Швейцария, но имат и апартамент в Хелзинки и вила в Поркала. Семейство Далман-Райконен е акционер и съдружник на частния клуб „Блек“ в Хелзинки, отворен през октомври 2007 г.
Говори английски, шведски и финландски.